# Magdalenablomhätta
Magdalenablomhätta (Anthocephala berlepschi) är en fågel i familjen kolibrier.

## Utbredning och systematik
Fågeln förekommer i centrala Andernas östsluttning i Colombia, i Tolima och norra Huila. Den betraktades tidigare som underart till A. floriceps och vissa gör det fortfarande.

## Status
Internationella naturvårdsunionen IUCN kategoriserar arten som sårbar.

## Namn
Fågelns vetenskapliga artnamn hedrar den tyske ornitologen Hans von Berlepsch (1850-1915).